# نيد تشارلز
نيد تشارلز (بالإنجليزية: Ned Charles)‏ (28 مايو 1957 في موريشيوس - ) هو لاعب كرة قدم موريشيوسي في مركز الهجوم. شارك مع منتخب موريشيوس لكرة القدم. أما مع النوادي، فقد لعب مع سيركل بروج ويونيون رويال نامور ‏ وR. Wallonia Walhain Chaumont-Gistoux ‏ ولو بوي فوت 43 أوفيرني ‏.